# Garbilazda
Garbilazda (en rus: Гарбилазда) és un poble del Daguestan, a Rússia, que en el cens del 2010 tenia 16 habitants. Pertany al districte rural de Gunib.